# Gli accoliti del cerchio nero
Gli accoliti del cerchio nero (scritto anche Gli Accoliti del Cerchio Nero oppure I maestri del Cerchio Nero anche tradotto come I Veggenti Neri) è un racconto fantasy facente parte del ciclo di Conan il barbaro dello scrittore Robert Ervin Howard.

## Trama
Conan, ormai maturo condottiero, si trova a combattere i Veggenti Neri dei Monti Himeliani, al confine nord della Vendhya, per salvare dalle loro grinfie inumane la Devi che in origine voleva utilizzare per salvare i suoi vassalli Afghuli dalla prigione.

## Adattamento
La storia è stata adattata da Roy Thomas, John Buscema e Alfredo Alcala nel nn. 16-19 di Savage Sword of Conan (Ristampato nel 2008 da Dark Horse Comics in Savage Sword of Conan (Volume 2) – ISBN 1593078943).

## Edizioni italiane
- Robert E. Howard, i Veggenti Neri, Il Fantastico Economico Classico, Compagnia del Fantastico Gruppo Newton 1995, Roma ISBN 8881830337